# Bataille de Corbridge
La bataille de Corbridge se déroule en 918 à Corbridge, dans le Northumberland. Elle oppose le chef norvégien-gael Ragnall Uí Ímair au roi d'Écosse Constantin II et son allié Ealdred de Bamburgh.
Chassé de ses terres par Ragnall à une date incertaine, Ealdred sollicite l'aide du roi Constantin pour recouvrer son domaine. D'après le récit des Annales d'Ulster, l'armée de Ragnall est organisée en quatre bataillons. Les Écossais parviennent à vaincre les trois premiers, mais le quatrième, posté en embuscade et mené par Ragnall lui-même, fond sur eux par surprise et les écrase. L'armée de Constantin parvient néanmoins à s'enfuir en bon ordre, et l'affrontement ne semble pas avoir eu de vainqueur clair, même si la Historia de Sancto Cuthberto le décrit comme une victoire de Ragnall. Corbridge permet en tout cas à Ragnall d'asseoir davantage son autorité sur la Northumbrie : il s'empare de la ville d'York la même année.